# Аталык Бухары
Аталы́к Бухары́ (Вели́кий аталы́к, Буха́рский аталы́к) (узб. Buxoro otalig'i, Otaliq) — титул, соответствующий титулу визиря и высшего сановника в Бухарском ханстве, начиная с правления династии Аштарханидов в 1601—1753 годы.
Аталык — переводится как ханский дядька или воспитатель, в переводе с узбекского означал «заступающий место отца» и традиционно давался лицам особо почетным и уважаемым. Похожий титул — Атабек существовал и в Азербайджане.

## История
В Золотой Орде (1224—1483) титул аталык как высшее должностное лицо при наследнике престола давался лицам особо почетным и уважаемым. В дальнейшем, в её преемниках «аталык» был опекуном и воспитателем молодых султанов.

## Титул в Бухарском ханстве
Титул аталык использовался в Узбекском ханстве (1428—1468). После завоевания Мавераннахра внуком Абулхайир-хана — Шейбани-ханом, титул был введен в государстве Шейбанидов.

### Титул при Шейбанидах
В Бухарском ханстве титул аталыка при Шейбанидах (1500—1601), по важности был третьим государственном чином после диванбеги и накиба. Ханская политика в провинциях зависела от авторитета назначаемых на эту должность людей. Хан, назначая принцев правителями провинций — вилайетов, прикреплял к ним наставников — аталыков из числа верных ему людей, которые управляли государственными делами до совершеннолетия принцев. Если в XVI веке задача аталыка заключалась лишь в ведении дел на местах, в вилайетах, то при Аштарханидах его роль усилилась.

### Титул при Аштарханидах
Бухарский аталык при Аштарханидах (1601—1753), в политической иерархии занимал второе место после хана. При слабых ханах фактически власть сосредоточивалась в руках аталыка.
В документах XVII века бухарский аталык выступал чертами первого министра и занимал первое место в чиновной иерархии. При назначении в звание аталыка пожалованному лицу посылали фирман вместе с почётным халатом и конем.
Согласно табелю о рангах, составленному в XVIII веке, бухарский аталык также заведовал орошением эмирата: «ведал реку благородной Бухары (то есть Зеравшана) от Самарканда до Каракумы».
При Абдулазиз-хане (1645—1680) Ялангтуш Бахадур назначался на эту должность в столице — Бухаре.
При Субханкули-хане (1680—1702) аталык ведал важнейшими военными делами и позднее он превратился в «эмира эмиров» — «амир ул-умара».
При Абулфейз-хане (1711—1747) большим авторитетом пользовался Мухаммад Хаким-бий. Он был признан главным среди аталыков всех сыновей хана.
При Центрально-азиатском походе Надир-шаха, Мухаммад Хаким-бий был снабжен грамотой шаха, дававшей ему большие полномочия в Бухарском ханстве, после чего его стали называть «эмири кабир» — «великим эмиром». В Бухаре фактически устанавливается двоевластие.

### Титул в Балхской провинции
При правление Аштарханидах вторым по значению городом в государстве после города Бухары был город Балх. Обычно наместником в Балхской провинции бухарского хана являлся его наследник, получавший титул хана. Зачастую наследник был слишком молод, и в этом случае к нему приставлялся в роли регента сановник, которому жаловали высшее в государстве звание, точнее чин аталыка.
В начале XVIII века Балхские аталыки забирали всю власть в провинции и превращались в беспокойных феодалов, с которыми бухарскому хану приходилось серьёзно считаться и идти на разные компромиссы и поблажки. В «Тарих-и Муким-хани» приводится целый ряд подобных примеров. В начале XVIII века в административном отношении Балхской провинции подчинялись не только районы позднейшего Афганского Туркестана, от пределов Гератской провинции до Бадахшана, но и округа по правому берегу Амударьи до Гиссара включительно.
К Балхской провинции, как крупнейшему административному, военному и торговому центру, Аштарханиды уделяли особое внимание, тем более, что Балхский округ граничил на востоке с полунезависимым Бадахшаном, а на юге примыкал к государству Великих Моголов.

## Титул в Бухарском эмирате
С 1740 года фактическая власть в Бухарском ханстве оказалась в руках последних аталыков из узбекского рода мангыт, Мухаммад Хаким-бия (1740—1743), Мухаммад Рахима (1745—1753) и Даниял-бия (1758—1785). Бухарские ханы оказались в полной от них зависимости.
В 1785 году, после смерти аталыка Даниял-бия и подставного хана Абулгази, страной начал править его старший сын Шахмурад (1785—1800) с титулом эмира. Впоследствии чин аталыка, раньше имевший значение полномочного владетеля и считающийся званием после ханского достоинства, в XIX веке утратил и уступил своё значение чину кушбеги.
В 1887 году Астанакул-бек-бий получает высший чин — аталыка. При последних бухарских эмирах никто в эмирате кроме Астанакул-бек-бия, не имел чина аталыка.

## Бухарские аталыки
| №  | Аталык             | Годы жизни | Годы в должности | Примечание |
| -- | ------------------ | ---------- | ---------------- | ---------- |
| 1  | Ялангтуш Бахадур   | 1578—1656  | 1626—1656        |            |
| 2  | Махмуд-бий         | ?—?        | ?—?              |            |
| 3  | Ибрагим-бий        | ?—?        | ?—?              |            |
| 4  | Мухаммад Рахим     | ?—?        | ?—?              |            |
| 5  | Ходжа Кули-бий     | ?—?        | ?—?              |            |
| 6  | Маъсум-бий         | ?—?        | ?—?              |            |
| 7  | Худаяр-бий         | ?—?        | 1712—1716        |            |
| 8  | Фархад-бий         | ?—?        | 1716—1721        |            |
| 9  | Мухаммад Хаким-бий | 1676—1743  | 1721—1743        |            |
| 10 | Мухаммад Рахим     | 1713—1758  | 1745—1753        |            |
| 11 | Ходжамяр-бий       | ?—?        | 1756—1758        |            |
| 12 | Даниялбий          | 1720—1785  | 1758—1785        |            |
| 13 | Шахмурад           | 1749—1800  | 1785             |            |
| 14 | Астанакул-бек-бий  | ?—1906     | 1887—1906        |            |